# Rouzède
Rouzède (okzitanisch: Rauseda) ist eine französische Gemeinde mit 232 Einwohnern (Stand: 1. Januar 2022) im Département Charente in der Region Nouvelle-Aquitaine. Die Einwohner werden Rouzédois genannt.

## Lage
Rouzède liegt etwa 30 Kilometer ostnordöstlich von Angoulême. Umgeben wird Rouzède von den Nachbargemeinden Le Lindois im Norden, Roussines im Osten, Écuras im Süden und Südosten, Montbron im Westen und Südwesten sowie Mazerolles im Nordwesten.

## Bevölkerungsentwicklung
| Jahr                      | 1962 | 1968 | 1975 | 1982 | 1990 | 1999 | 2006 | 2013 |
| Einwohner                 | 386  | 353  | 302  | 249  | 234  | 267  | 261  | 223  |
| Quelle: Cassini und INSEE |      |      |      |      |      |      |      |      |

## Sehenswürdigkeiten
- Kirche Notre-Dame aus dem 12. Jahrhundert

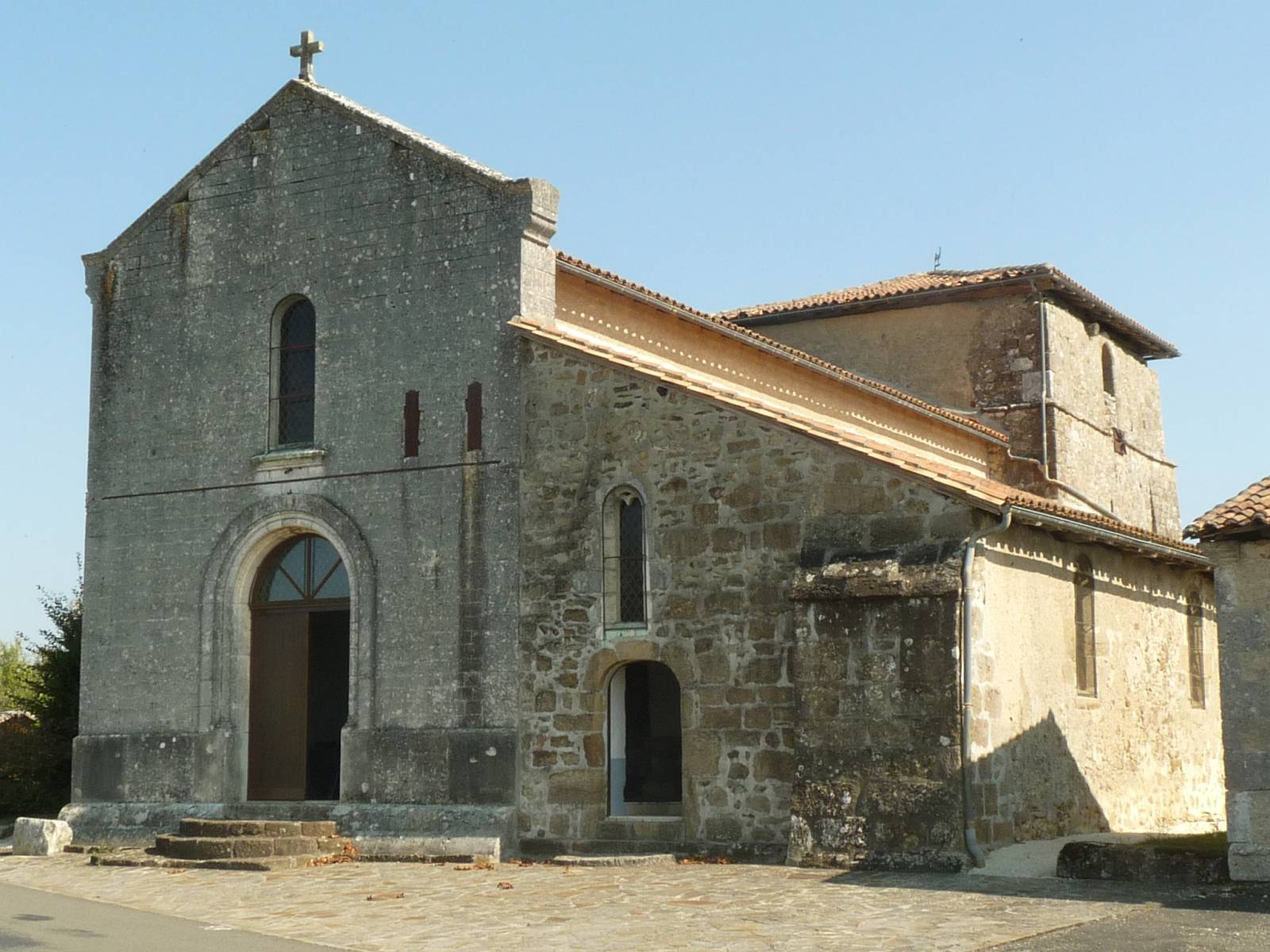
Kirche Notre-Dame